# Althengstett
Althengstett település Németországban, azon belül Baden-Württembergben. Lakosainak száma 8104 fő (2023. december 31.). Althengstett Calw, Gechingen, Simmozheim, Ostelsheim és Bad Liebenzell községekkel határos.

## Népesség
A település népessége az elmúlt években az alábbi módon változott:
| Lakosok száma | 4290 | 7898 | 7962 | 7876 | 7963 | 8104 |
|               | 1975 | 2017 | 2019 | 2021 | 2022 | 2023 |